# Водягін Олексій Олексійович
Олексій Олексійович Водягін (рос. Алексей Алексеевич Водягин, 10 січня 1925, Москва — 21 квітня 1991, Москва) — радянський футболіст і тренер. Ігрове амплуа — півзахисник. Заслужений майстер спорту СРСР (1951). Заслужений тренер РРФСР (1980).
Виступав із публікаціями в тижневику «Футбол-Хокей».

## Кар'єра

### Клубна
З 14 років виступав за юнацьку команду столичного «Металурга», незабаром опинився в іншому московському клубі — «Будівельник». Під час радянсько-німецької війни не підлягав демобілізації через вік. В 1943 році вступив в Державний центральний ордена Леніна інститут фізичної культури і майже до кінця війни виступав за команду військового факультету цього навчального закладу.
У 1945 році перейшов в ЦБЧА. Дебютував в Першій групі (вищому дивізіоні СРСР) чемпіонату СРСР 31 липня 1945 року в матчі проти «Локомотива», а 5 серпня він зіграв проти київського «Динамо», після чого більше у тому сезоні на поле не виходив. У 1946 році армійці передали Водягіна, ще не закінчив ДЦОЛІФК, в головну студентську команду країни — московський «Буревісник», яка виступала у другому ешелоні чемпіонату СРСР.
Перед стартом сезону-1947 повернувся в ЦБЧА, де став одним з провідних гравців. За «червоно-синіх» Водягін зіграв 132 матчі і забив 13 м'ячів. Чотири рази він ставав володарем золотих медалей, один раз був другим призером національної першості, тричі перемагав в розіграші Кубка СРСР, двічі потрапляв в список найкращих футболістів країни, отримав звання «Заслужений майстер спорту». На його рахунку гол, що вирішив долю чемпіонського титулу 1950 року, який Олексій забив за три тури до фінішу у ворота тбіліського «Спартака». Завдяки ньому ЦДКА здобув нічию 2:2 і став недосяжним для головного конкурента московського «Динамо».
У 1952 році, коли клуб був розформований, Водягін потрапив в армійський колектив міста Калініна, який 1953 року перебазувався в Москву, отримавши назву МВО. Але вже по завершенні 6 туру, в травні 1953 року, клуб був розформований (після смерті Сталіна), а його результати — анульовані.
У червні 1953 році перейшов до столичного «Динамо». Всього за цю команду провів 8 матчів і забив 1 гол в чемпіонатах (1 матч в чемпіонському 1954 році), 2 матчі в кубку і 3 міжнародних неофіційних матчу.
Завершив кар'єру в «Крилах Рад» (Куйбишев). Всього зіграв у вищій лізі чемпіонату СРСР 162 матчі і забив 17 м'ячів.

### Тренерська
Закінчивши футбольну кар'єру, він почав працювати тренером. З 1956 року працював директором команди в «Торпедо» (Москва).
У липні 1957 року він став директором клубу «Трудові резерви» (Ворошиловград), а незабаром у вересні 1957 року став головним тренером клубу.
Надалі тренував команди «Хімік» (Новомосковськ), «Електрон» (Новгород), «Знамя» (Ногінськ), «Суднобудівник» (Миколаїв) та інші. Працював начальником команди «Волга» (Калінін) (1964, по липень).
З 1977 по 1989 рік працював тренером СДЮШОР «Динамо» (Москва). У футбольній школі підготував Рената Атауліна і Сергія Некрасова. З життя Олексій Олексійович Водягін пішов 21 квітня 1991 року, коли йому йшов 67 рік.

## Досягнення
- Чемпіон СРСР (4): (1947, 1948, 1950, 1951).
- Володар Кубка СРСР (3): (1948, 1951, 1953).
- Входив до списку 33 найкращих футболістів сезону — 2 рази: № 1 — 1950, № 2 — 1948.
- У 1980 команда вихованців СДЮШОР «Динамо» (Москва) стала переможцем всесоюзних змагань спеціалізованих футбольних шкіл.

### Нагороди
- Майстер спорту СРСР
- Заслужений майстер спорту СРСР : 1951
- Заслужений тренер Російської РФСР: 1980